# Daytrotter
Daytrotter är en musikverksamhet i Illinois, USA, i princip den första i sitt slag, där musikinspelningar tillhandahålls på deras webbsida för prenumererande medlemmar. 

## Verksamhet
Daytrotter grundades 2006 av amerikanske journalisten Sean Moeller, som också varit drivande kraft bakom verksamheten. Genom sina kontakter i musikbranschen sedan åren som journalist lyckades Moeller få en varierande sammansättning av artister och musikgrupper göra avstickare till Dautrotters lilla enkla inspelningsstudio, numera kallad Futureappletree Studio, och göra unika  inspelningssessioner för utgivning. Dess speciella inriktning är på mer oetablerade indieartister, även lokala band i Illinois-området, varav flera därigenom blivit vida uppmärksammade och välkända. Men även äldre musik och redan etablerade grupper inbjuds att spelas in i nya versioner. Sessionerna kan jämföras med radiostationers inspelningar, där musikanter som är på genomresa kan spela in sånger i ett utförande som blir ett mellanting mellan live och vanlig studioinspelning. På grund av deras tendens att erbjuda en blandad musiksamling, och deras produktionsstil, har sessionerna jämförts med de legendariska brittiska Peel Sessions. Daytrotter har efterhand skapat ett nät av inspelningsstudior  och arrangerar också livekonserter, särskilt i stora lador runt om i USA. Namnet Daytrotter kommer av Moellers stora intresse för hästar och en association till affärsbegreppet daytrader.

## Innehåll
- Sidan erbjuder oftast 12 sånger av 3 band varje vecka.
- Det finns en arkivdel med tidigare akter, alla illustrerade av illustratörer.
- Förutom musik finns det sektioner med recensioner och kommentarer på musiker och deras släpp, vissa gjorda av veterantidningar och kritiker.
- Webbsidan vann Nielsen Onlines och Billboard.coms pris "Music Blog of the Year" [årets musikblogg] (2007),[3] och Morning News 2007 "Editor's Award for Online Excellence" [redaktörens utmärkelse för hög klass online].[1] Webbsidan har också hyllats eller bevakats av Rolling Stone, Wired, The Boston Globe, Esquire, Harp, Pitchfork Media och The Chicago Tribune.[4]

## Studio
- Studion, Futureappletree Studio 1, ligger i Rock Island, Illinois.
- En minimalistisk inspelningsprocess används för att spela in besökande band. Processen är analog med tonvikt på lite redigering och överdubbning. Det sista steget i inspelningsprocessen är att göra det digitalt för att kunna ladda upp musiken på webbsidan i .mp3-format och för att mastera. Upplägget är konfigurerbart för att passa artisternas preferenser.[5]
- Processen med att få den perfekta tagningen, istället för månader av överdubbningar, kombinerat med liten press på artisterna (det är inget liveuppträdande framför en publik, och det är inte ett album som spelas in), gör att slutprodukten blir en ärlig representation av bandet vid tidpunkten i både ett fysiskt och musikaliskt perspektiv.[6]

## Notabla artister
- Sofia Talvik
- Tove Lo
- Dirty Projectors (två gånger)
- Sunset Rubdown (två gånger)
- The Redwalls
- Deerhunter
- Okkervil River
- Casiotone for the Painfully Alone (fyra gånger)
- Andrew Bird
- Vampire Weekend[7]
- The Rentals
- Aqueduct
- Tilly and the Wall (två gånger)
- Catfish Haven (tre gånger)
- Menomena
- The Maccabees
- Low
- The National
- Sondre Lerche
- The Spinto Band (två gånger)
- The Mountain Goats (två gånger)
- Illinois (två gånger)
- Presidents of the United States
- Asobi Seksu
- The Broken West
- Voxtrot
- Six Parts Seven
- Grizzly Bear
- Tokyo Police Club
- Elvis Perkins
- Dr. Dog (två gånger)
- Annuals (två gånger)
- Elf Power
- Of Montreal
- Bonnie "Prince" Billy (två gånger)
- Cold War Kids (två gånger)
- White Rabbits (två gånger)
- Frog Eyes
- Someone Still Loves You Boris Yeltsin.[8]
- Death Cab For Cutie
- Magnolia Electric Co.
- Kris Kristofferson

- not: Artisters notabilitet bestäms utifrån deras släpp av material på populära bolag, där indiebolag är inkluderade.